# 天主教利托梅日采教區
天主教利托梅日采教區（拉丁語：Dioecesis Litomericensis）是羅馬天主教在捷克的一個教區。屬布拉格總教區。
教區位於波希米亞北部。2011年，有162.400 名教友，估轄區總人口12.1%，有437個堂區、117名司鐸、14名終身執事、42名修士、31名修女。現任教區主教為若望·巴克桑特。

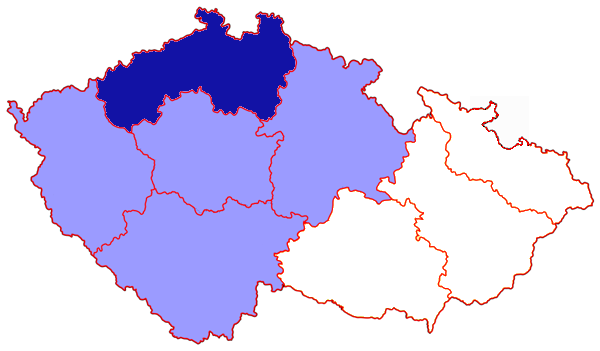
利托梅日采教區管轄範圍圖

成立於1665年7月3日。共產黨統治時期曾有十五年教座出缺的情況。